# Xylocopa lanata
Xylocopa lanata är en biart som beskrevs av Smith 1854. Xylocopa lanata ingår i släktet snickarbin, och familjen långtungebin. Inga underarter finns listade i Catalogue of Life.